# Gare d'Albens
La gare d'Albens est une gare ferroviaire française de la ligne d'Aix-les-Bains-Le Revard à Annemasse, située sur le territoire de la commune d'Entrelacs (commune déléguée d'Albens), dans le département de la Savoie, en région Auvergne-Rhône-Alpes. 
Elle a été mise en service en 1866 par la Compagnie des chemins de fer de Paris à Lyon et à la Méditerranée (PLM). Elle est devenue une halte de la société nationale des chemins de fer français (SNCF), desservie par des trains du réseau TER Auvergne-Rhône-Alpes.

## Situation ferroviaire
Établie à 353 m d'altitude, la gare d'Albens est située au point kilométrique (PK) 12,130 de la ligne d'Aix-les-Bains-Le Revard à Annemasse, entre les gares voyageurs Grésy-sur-Aix et Rumilly (entre Albens et Rumilly se trouvait aussi la gare de Bloye, fermée au trafic voyageurs en 1993).
Elle dispose de deux quais : le quai D d'une longueur utile de 122 m, et le quai E d'une longueur utile de 133 m. 

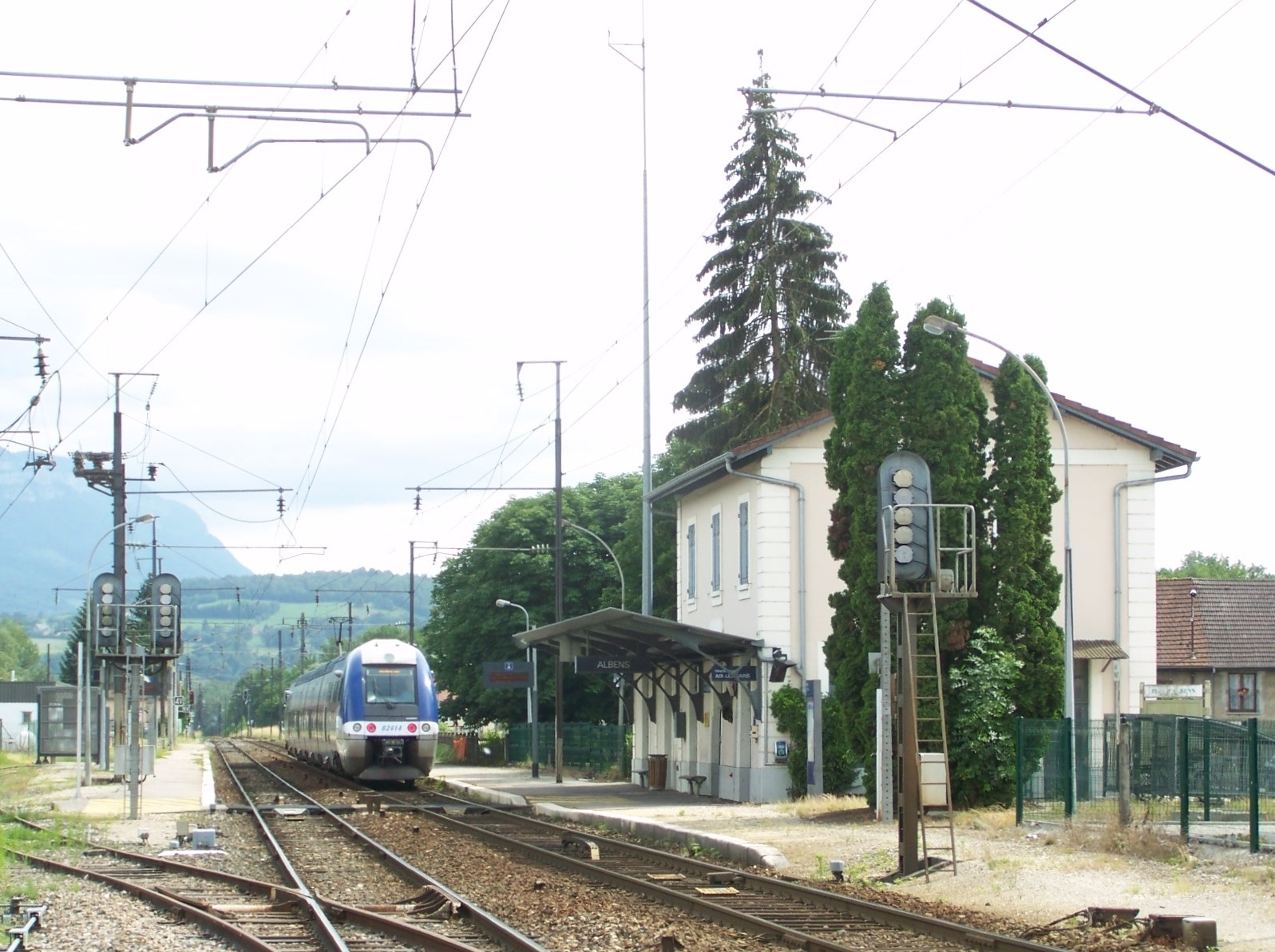
Vue d'ensemble de la gare avec un B 82500 dit Bibi reliant Annecy à Chambéry.

## Histoire
La gare d'Albens a été mise en service en même temps que la ligne d'Aix-les-Bains-Le Revard à Annemasse sur laquelle elle est située, le 5 juillet 1866, par la Compagnie des chemins de fer de Paris à Lyon et à la Méditerranée (PLM). 
Le cadencement mis en place dans la région Rhône-Alpes à la fin de l'année 2007 permet une desserte d'une quinzaine d'arrêts journaliers.

## Service des voyageurs

### Accueil
Halte SNCF, c'est un point d'arrêt non géré (PANG) à entrée libre.

### Desserte
Albens est desservie par des trains TER Auvergne-Rhône-Alpes sur les liaisons Annecy - Chambéry - Grenoble - Valence et Annecy - Aix-les-Bains - Lyon. 
Le vendredi soir, un TER assure la liaison Valence-Ville - Évian-les-Bains avec retour le dimanche soir à destination de Grenoble.

### Intermodalité
Un parc pour les vélos et un parking pour les véhicules sont aménagés. La gare est desservie par la ligne 40 de la SIBRA.